# Jagstzell
Jagstzell ist eine Gemeinde in Baden-Württemberg und gehört zum Ostalbkreis.

## Geographie

### Geographische Lage
Jagstzell liegt im Naturraum Schwäbisch-Fränkische Waldberge in der waldreichen Landschaft des Virngrunds beidseits der Jagst.
Die Gemeindefläche liegt zwischen 409 und 516 m ü. NN.

### Nachbargemeinden
Die Gemeinde grenzt im Norden an Frankenhardt, Stimpfach und Fichtenau, die alle zum Landkreis Schwäbisch Hall gehören. Im Osten liegt Ellenberg, im Süden die Stadt Ellwangen und im Westen Rosenberg.

### Gemeindegliederung

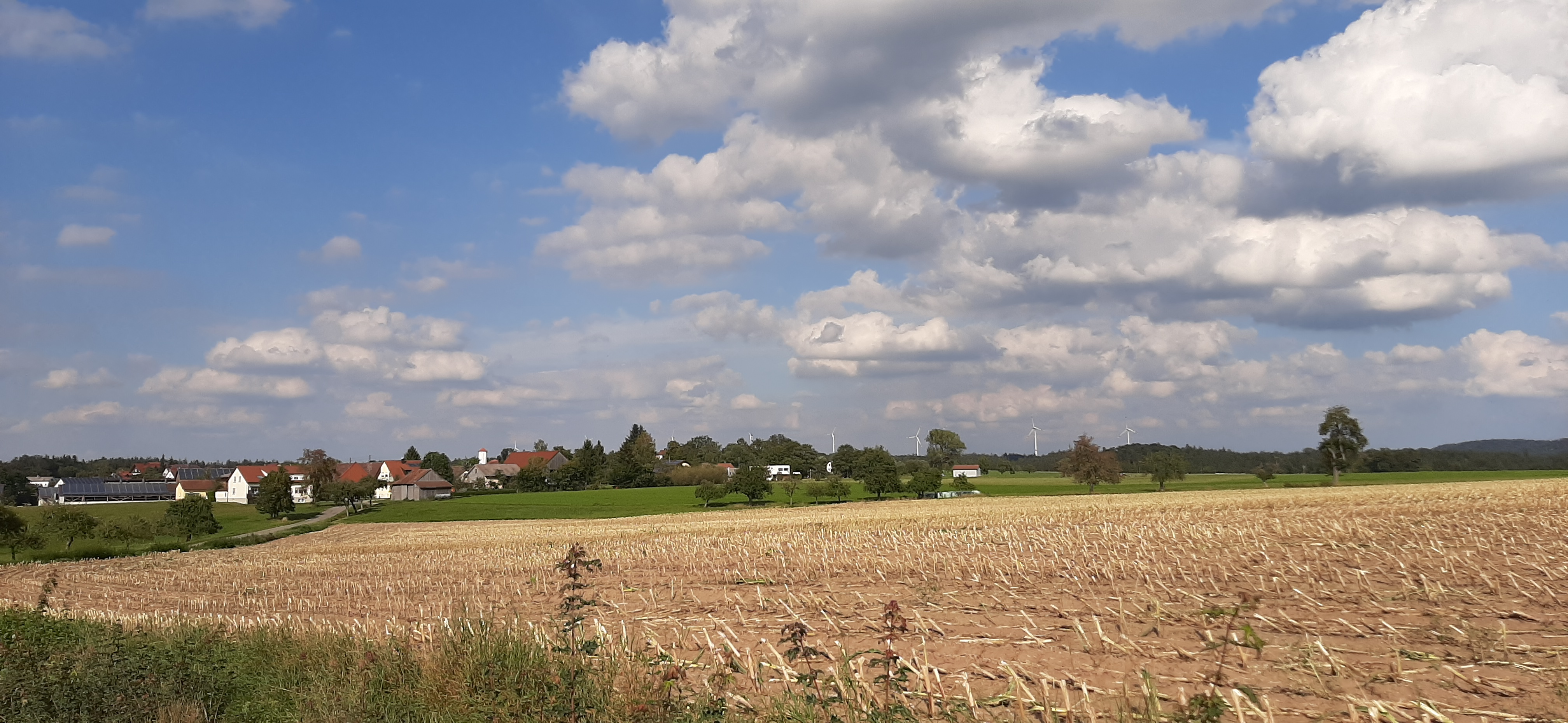
Ortsansicht von Dankoltsweiler

Zur Gemeinde Jagstzell gehören das Dorf Jagstzell, die Weiler Dankoltsweiler, Dietrichsweiler, Eichenrain, Finkenberg, Grünberg, Hegenberg, Kellerhof, Riegelhof, Riegersheim, Ropfershof, Rot, Rothof, Schweighausen, Spielegert und Winterberg, die Höfe Buchmühle, Bühlhof, Kreuthof, Ratzensägmühle und Rennecker Mühle (Renneckermühle) und die Häuser Dankoltsweiler Sägmühle, Eulenmühle, Finkenhaus, Hahnenmühle, Hegenstadt, Keuerstadt, Neumühle, Orrot, Rotbachsägmühle und Walser (Haus Walser) sowie die abgegangenen Ortschaften zem Higgelnberg, Buchgern, Höhenrödelin, Nydernrödelin, zem Holtze, Rentzen, alten Vischbach, zem Hetzel, Herdern, Wissenbach, Elprisperg, Kippenhof, Gebhart, zem Awevaeter, Widelstet, Hinder Hegneberg, Retichswiler, Gossoltzwiler, Segmül zu Danckoltzwyler und Segmül zu der Kyrstat. Die 30 Ortschaften sind zugleich Ortsteile der Gemeinde. Deren offizielle Benennung erfolgt durch vorangestellten Namen der Gemeinde und durch Bindestrich getrennt nachgestellt der Name der Ortsteile.

### Flächenaufteilung
Nach Daten des Statistischen Landesamtes, Stand 2014.

## Geschichte

### Überblick
Jagstzell wurde vermutlich von Mönchen des Klosters Ellwangen als kleine klösterliche Niederlassung (cella) zur Zeit der Karolinger gegründet. Um das Jahr 1150 wurde das Kloster in ein Frauenkloster umgewandelt, das etwa 200 Jahre bestand. Von der Geschichte des Klosters ist nicht viel überliefert. Es wurde im Jahre 1170 erstmals urkundlich erwähnt. Nach Auflösung des Frauenklosters kam das Dorf an die Fürstpropstei Ellwangen. Seit Anfang des 16. Jahrhunderts hatte auch Brandenburg-Ansbach und damit später das Königreich Preußen Rechte in Jagstzell. Der Ellwanger Teil wurde 1802 württembergisch, der preußische Teil kam 1806 an das Königreich Bayern und 1810 endgültig an das Königreich Württemberg. Dort gehörte Jagstzell zum Oberamt Ellwangen. Bei der Kreisreform während der NS-Zeit in Württemberg gelangte Jagstzell 1938 zum Landkreis Aalen. 1945 bis 1952 befand sich die Gemeinde im Nachkriegsland Württemberg-Baden, das 1945 in der Amerikanischen Besatzungszone gegründet worden war und ist seit 1952 Bestandteil des neuen Bundeslandes Baden-Württemberg. Seit der Kreisreform von 1973 gehört Jagstzell zum neuen Ostalbkreis.

### Einwohnerentwicklung
Die Einwohnerzahlen 1852 bis 1970 sind Volkszählungsergebnisse
und ab 1980 amtliche Fortschreibungen des Statistischen Landesamtes (nur Hauptwohnsitze).
| Jahr | Einwohnerzahlen |
| ---- | --------------- |
| 1852 | 1347            |
| 1871 | 1448            |
| 1880 | 1552            |
| 1890 | 1474            |
| 1900 | 1365            |
| 1910 | 1348            |
| 1925 | 1394            |
| 1933 | 1372            |
| 1939 | 1325            |

| Jahr | Einwohnerzahlen |
| ---- | --------------- |
| 1950 | 2011            |
| 1956 | 1970            |
| 1961 | 2132            |
| 1970 | 2219            |
| 1980 | 2071            |
| 1990 | 2392            |
| 2000 | 2423            |
| 2010 | 2401            |
| 2015 | 2318            |

## Religion
In Jagstzell sind heute mit der römisch-katholischen St.-Vitus-Kirche und der evangelischen Christuskirche der Kirchengemeinde Rechenberg beide Konfessionen vertreten. Die Pfarrei Jagstzell gehörte im Mittelalter zum Bistum Würzburg, während die weiter südlich gelegenen Teile des Ellwanger Herrschaftsgebiets zum Bistum Augsburg gehörten.

## Politik

### Verwaltungsgemeinschaft
Die Gemeinde ist Mitglied der Vereinbarten Verwaltungsgemeinschaft der Stadt Ellwangen.

### Bürgermeister
Bürgermeister ist seit 2021 Patrick Peukert. Seine Vorgänger waren Raimund Müller (1997–2021), Wilfried Herrmann (1973–1997) und Otto Lechner (bis 1973).
Am 26. September 2021 wurde Patrick Peukert mit 51 % der Stimmen zum neuen Bürgermeister gewählt.

### Gemeinderat
Bei der Kommunalwahl am 9. Juni 2024 wurde der Gemeinderat durch Mehrheitswahl aus einer Einheitsliste neu gewählt. Mehrheitswahl findet statt, wenn kein oder nur ein Wahlvorschlag eingereicht wurde. Die Bewerber mit den höchsten Stimmenzahlen sind dann gewählt. Die Wahlbeteiligung betrug 74,5 %.

## Sehenswürdigkeiten

### Bauwerke

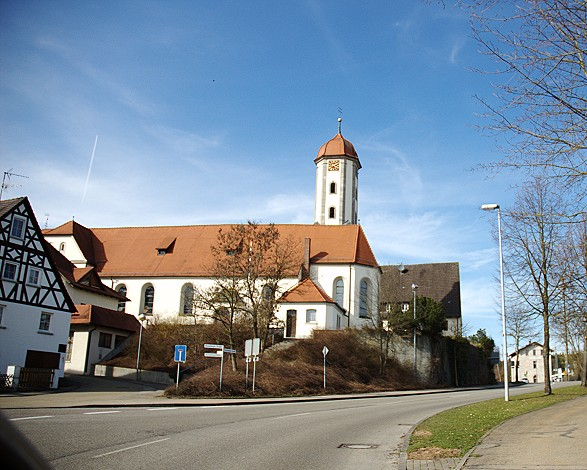
St. Vitus Jagstzell

Die katholische Pfarrkirche St. Vitus wurde 1498 im spätgotischen Stil erbaut und 1747 barockisiert.
Im Ortsteil Dankoltsweiler steht die St. Barbara-Kapelle aus dem 14. Jahrhundert. Sie hat im Chor ein schönes spätgotisches Netzgewölbe.
Die romanische Kapelle St. Nikolaus in Keuerstadt wurde 1280 erbaut. Sie liegt sehr einsam in dem großen Waldgebiet zwischen Dankoltsweiler und Ellenberg.
Auf Jagstzeller Gemarkung, nahe dem Nachbarort Matzenbach (Gemeinde Fichtenau), steht die Kapelle „Matzenbacher Bild“. Sie wurde 1973 fertiggestellt.

### Seen
Anfang der 1960er Jahre wurden zum Schutz vor Hochwasser der Fischbach- und der Orrot-Stausee angelegt. Diese kleinen Seen sind heute als Ziel für Spaziergänge und zum Baden recht beliebt.

## Wirtschaft und Infrastruktur

### Verkehr

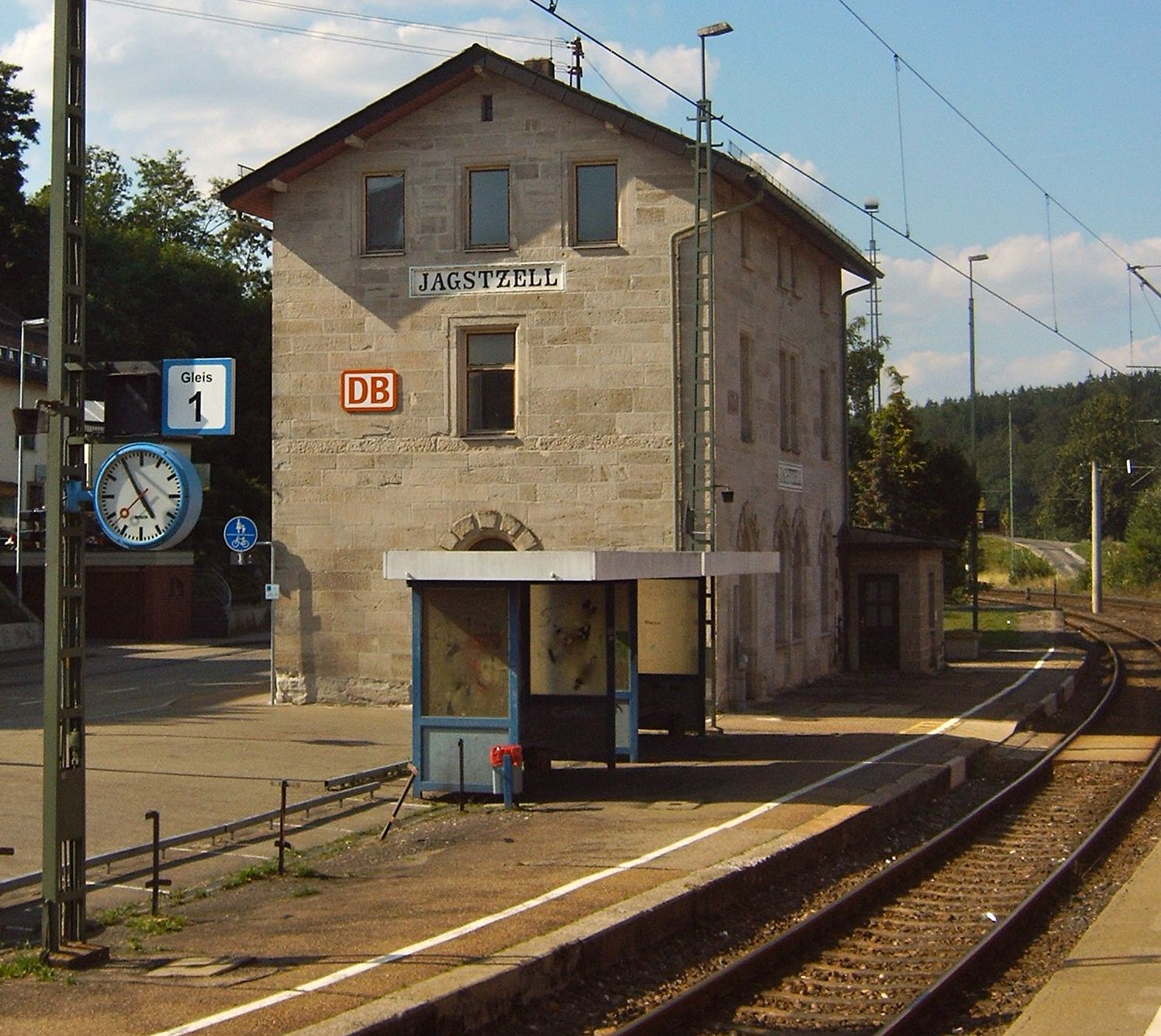
Bahnhof (2009)

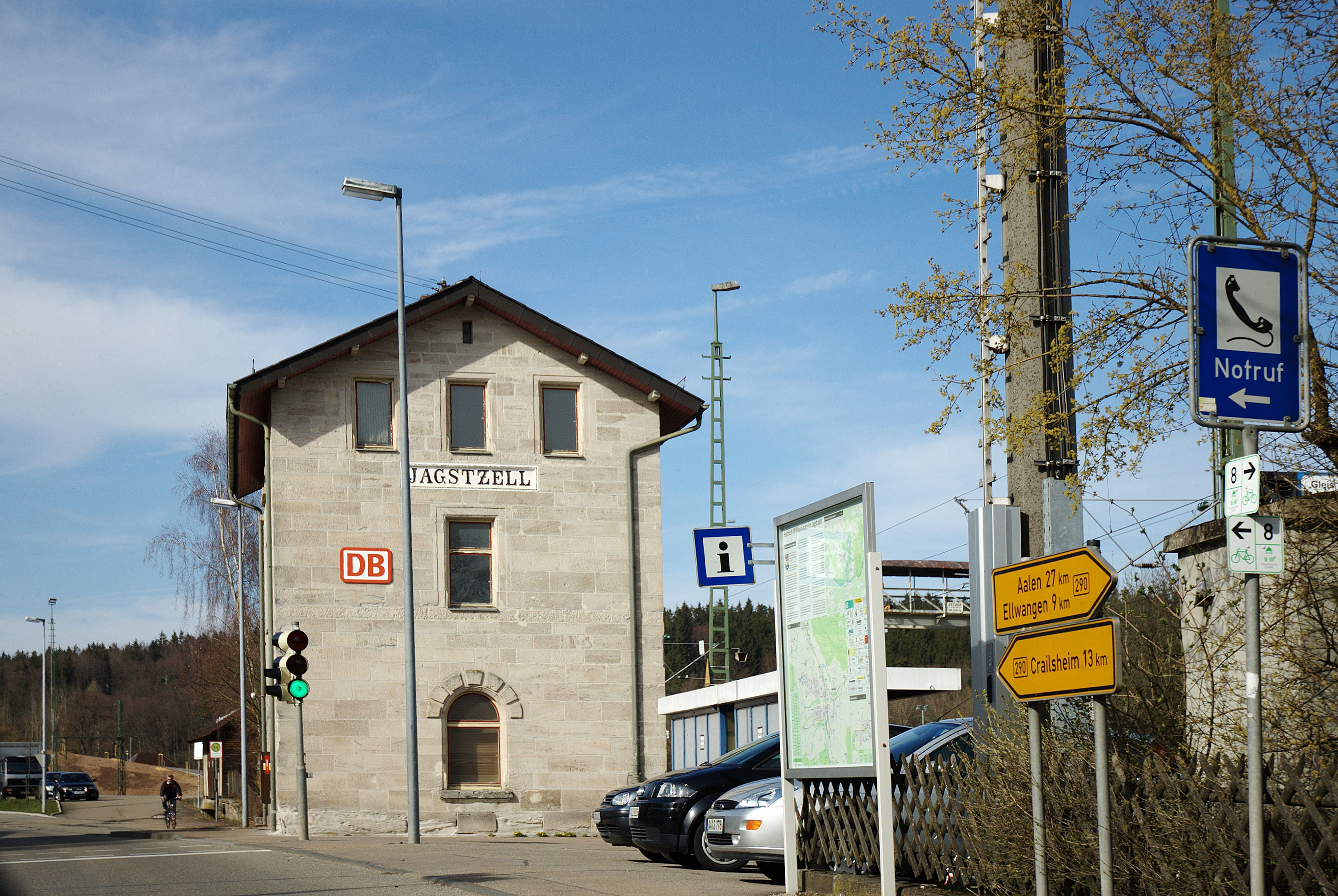

Jagstzell hat einen Bahnhof an der Oberen Jagstbahn zwischen Aalen (bzw. Goldshöfe) und Crailsheim. Tagsüber fahren im Zwei-Stunden-Takt Regionalbahnen in beide Richtungen.
Im Zuge des Konjunkturpakets II wurden im Sommer 2010 die Bahnsteige an beiden Gleisen grundsaniert und auf eine Länge von 120 m gebracht. Wartehäuschen, Beschilderung und die sonstige Bahnsteigausstattung wurden der Corporate Identity der Deutschen Bahn angepasst.
Wichtigste Straßenverbindung ist die Bundesstraße 290 (Tauberbischofsheim–Aalen), die in Nord-Süd-Richtung durch das Dorf führt.
Die Bundesautobahn 7 streift das Gemeindegebiet im Osten, ihre nächstgelegenen Anschlussstellen sind im Norden Dinkelsbühl/Fichtenau und im Süden Ellwangen.
Durch eine Alltagsroute aus dem Radnetz Baden-Württemberg ist Jagstzell über Steinbach an der Jagst (Gemeinde Frankenhardt) mit Crailsheim (über dessen Stadtteile Jagstheim und Ingersheim) und in der anderen Richtung mit Ellwangen verbunden.
Auf derselben Trasse verläuft als Landes-Radfernweg der Kocher-Jagst-Radweg durch den Ort. Er ist ein Rundkurs entlang der beiden Flüsse Kocher und Jagst zwischen Bad Friedrichshall und einer Querverbindung zwischen den Tälern bei Aalen (Stadtteil Unterkochen) und Lauchheim. Der Württemberger Tälerradweg führt von Rechenberg (Ortsteil von Stimpfach) her in das Gemeindegebiet und trifft bei Schweighausen auf den Kocher-Jagst-Radweg. Er führt insgesamt von Crailsheim über Aalen, Heidenheim und Giengen nach Ulm und weiter über Göppingen nach Schwäbisch Gmünd.

### Bildung
In Jagstzell gibt es eine Grundschule. Bis 2011 war die Schule auch Hauptschule mit Werkrealschule, seither besuchen Hauptschüler aus Jagstzell Schulen in Rosenberg oder Ellwangen. Weiterführende Schulen befinden sich in Ellwangen, Aalen und Crailsheim.

## Söhne und Töchter der Gemeinde
- Josef Wagner (1764–1816), römisch-katholischer Geistlicher in Ellwangen
- Aloys Wagner (1771–1837), Generalvikar Neuwürttembergs und Domkapitular in Ellwangen
- Edmund Fröhlich (* 1956), Verbandsfunktionär
- Kuno Bux (1929–2014), Staatsanwalt und Präsident des Landeskriminalamtes Baden-Württemberg